# Seiling (Oklahoma)
Seiling è un comune degli Stati Uniti d'America, situato nello Stato dell'Oklahoma, nella contea di Dewey.